# Marko Palo
Marko "Adder" Palo, född 26 september 1967 i Jyväskylä, Finland, är en  finländsk tidigare ishockeyspelare. Spelade bland annat för Ässät, Espoo Blues, och HPK, samt HV 71. där han blev svensk mästare 1995. Han valdes 2005 in i den finländska ishockeyns Hall of Fame.
Säsongen 1994-1995 utgjorde han en fruktad duo tillsammans med Esa Keskinen i HV71.

### Fotnoter
1. ↑  Thorsten Engman (8 april 1995). ”Jönköping svävar i ett saligt rus” (på svenska). Dagens nyheter. http://www.dn.se/arkiv/sport/jonkoping-svavar-i-ett-saligt-rus-hela-staden-pa-benen/. Läst 26 mars 2017.
2. ↑  Stellan Kvärre (8 april 1995). ”Hvilken glädje!” (på svenska). Dagens nyheter. http://www.dn.se/arkiv/sport/hvilken-gladje/. Läst 26 mars 2017.